# サン・パウロ (戦艦)
|          |                                                          |
| 艦歴     |                                                          |
| 起工     | 1907年4月30日                                            |
| 進水     | 1909年4月19日                                            |
| 就役     | 1910年7月12日                                            |
| 退役     | 1946年                                                   |
| その後   | 1951年解体のため曳航中に大西洋上で沈没                   |
| 性能諸元 |                                                          |
| 排水量   | 基準19,281トン 満載21,200トン                            |
| 全長     | 165.5m                                                   |
| 全幅     | 25.3m                                                    |
| 吃水     | 8.5m                                                     |
| 最大速力 | 21ノット                                                 |
| 乗員     | 900名                                                    |
| 兵装     | 30.5cm連装砲6基 12cm単装砲22基 37mm砲8基                 |
| 装甲     | 舷側 230mm 甲板 57mm 主砲防盾 300mm（最大） 司令塔 300mm |
| モットー | "Non ducor, duco"                                        |

サン・パウロ (São Paulo) はブラジル海軍の戦艦。ミナス・ジェライス級。

## 艦歴
イギリスのヴィッカース社で建造。1907年4月30日起工。1909年4月19日進水。1910年7月12日就役。
第一次世界大戦中の1917年にブラジルがドイツに宣戦布告すると、「サン・パウロ」はイギリスのグランドフリートに加わる事となり、改修のため一旦アメリカへ向かった。しかし、それが完了したのが1920年であり、大戦には間に合わなかった。

1947年8月2日除籍。練習艦として1951年8月まで残された後、解体のためen:Iron and Steel Corporation of Great Britainへ売却された。売却額は18,810,000クルゼイロであった。
1951年9月20日、8人が乗り組んだ「サン・パウロ」は曳船「Dexterous」と「Bustler」に曳航されてリオ・デ・ジャネイロより解体業者の元へ向け出航した。11月初め、アゾレス諸島の北で嵐に遭遇。11月4日ないし6日の17時30分（UTC）、「サン・パウロ」は右側にひかれて波の合間に入った。それにより曳船は後ろに引きずられ、「Dexterous」はあらかじめ決めてあった通り、衝突を避けるため曳索を切断して離れた。しかし、「サン・パウロ」の大きな重量が急にかかったことで、「Bustler」の曵索はたるんだ。結果、曳索は曳船のプロペラに絡まり、はずれた。漂流する「サン・パウロ」の左舷の航海灯は数分で見えなくなった。アメリカのB-17やイギリス機が捜索に送られ、11月15日に発見報告があったものの誤報であった。結局「サン・パウロ」や乗っていた者は見つからず、捜索は12月10日に打ち切られた。
1954年10月14日、イギリスの商務庁がこの件の報告書を公表した。商務庁は、「サン・パウロ」は1951年11月4日17時45分に北緯30度49分 西経23度30分 / 北緯30.817度 西経23.500度 (30.81666, −23.5)で沈没したとしている。